# Victor Alain-Berto
Victor-Alain Berto nascido em 1900, em Pontivy, na França. Licenciou-se em filosofia e foi professor durante alguns anos. Era membro da Ordem Terceira de S. Domingos. Entrou para o seminário francês de Santa-Chiara, em Roma, dos padres da Congregação do Espírito Santo, dirigido pelo Pe. Henri Le Floch, consultor do Santo Ofício, amigo de S. Pio X e do Cardeal Billot.
Regressou de Roma em 1926, onde se doutorou em teologia e em filosofia, na Academia Romana de São Tomás. Após algum tempo como pároco, professor de seminário e capelão, fundou um orfanato. Será o início uma longa vida dedicada às crianças abandonadas. Fundou o Instituto das Dominicanas do Espírito Santo, especialmente dedicado ao ensino de raparigas.
Sempre muito ligado à ortodoxia católica, foi chamado para fazer parte do comité de direcção da revista teológica La Pensée Catholique, criada em 1946.
Em 1963 Monsenhor Lefebvre convidou-o para participar do Concílio Vaticano II como seu teólogo particular. Será o grande empreendedor dos trabalhos do Coetus Internationalis Patrum (Grupo Internacional de Padres do Concílio) que reuniu figuras como Monsenhor Lefebvre, Dom Geraldo de Proença Sigaud, Dom Antônio de Castro Mayer e outros defensores do dogma católico durante o Concílio.
Faleceu em 1968.